# Federico Carlos Bas Vassallo
Federico Carlos Bas Vassallo (Alacant, 18 d'octubre de 1873 - 23 de desembre de 1938) fou un advocat i polític valencià.

## Trajectòria
Es va llicenciar en dret a Madrid i fou funcionari inspector general del cos de correus en excedència. Era fill de Federico Bas Moró, diputat i alcalde d'Alacant. Inicialment va militar en el Partit Liberal Fusionista, seguidor de José Canalejas y Méndez, i amb aquest partit fou escollit diputat per Castuera (província de Badajoz) a les eleccions generals espanyoles de 1907. Després, però es passà al Partit Conservador, militant amb el sector d'Antoni Maura i Montaner, amb el que fou escollit diputat per Llerena (província de Badajoz) a les eleccions generals espanyoles de 1920. També fou nomenat senador per La Corunya de 1914 a 1915 i per Ourense de 1916 a 1920 i 1923.
De juny a novembre de 1920 fou Governador Civil de Barcelona, en plena efervescència del pistolerisme, càrrec el que es va enemistar amb els patrons en fou substituït per l'aleshores governador militar Severiano Martínez Anido. El 1924 fou nomenat conseller de la Reial Societat de Regs de Llevant, director general del Deute i Classes Passives, subsecretari del ministeri d'Hisenda (1930), i d'agost de 1930 a abril de 1931 fou Governador del Banc d'Espanya.